# Alors on danse
Cet article concerne la chanson. Pour le film, voir Alors on danse (film).
Singles de Stromae
Up saw liz
(2009) Te quiero
(2010)
Alors on danse est une chanson du chanteur belge Stromae. Elle est issue de l'album Cheese, qui est sorti le 21 juin 2010 soit un an après la sortie du single. Elle a été la première chanson de Stromae à être diffusée en tant que clip à la télévision. La chanson rencontre un grand succès en se vendant à plus de 500 000 exemplaires à travers l'Europe.

## Clip vidéo
Le clip a été tourné en Belgique, en 2009. On peut y voir Stromae, filmé sous deux angles différents. Au début, à son travail, l'air fatigué, une personne lui dépose des documents sur sa table et la musique démarre. Il sort du bureau quand un collègue lui remet une pile de documents. Il se retrouve ensuite dehors, se fait renverser ses feuilles par deux hommes, retourne chez lui, sa femme le lâche. Puis un homme l'amène dans un bar pour faire la fête mais on voit bien qu'il a du mal à se détendre à cause de la fatigue.

## Single
1. Alors on danse – 3:22

## Remixes
Après la sortie du single ont été produits de nombreux remixes officieux. InZzane Handy y Kapz et Aetoms ont produit des remixes. Un autre remix a été fait en featuring avec Kanye West et Gilbere Forte en août 2010.
La chanson est remixée par un groupe a cappella, Voxset, à l'occasion de la compétition de chant télévisée Sing-Off 100 % vocal (France 2).

## Reprises et parodies

### Reprises
- Le rappeur Pitbull chante Guantanamera, une chanson basée sur la musique d'Alors on danse, mais dont le refrain reprend les paroles de Guantanamera.
- Le chanteur suisse Quentin Mosimann l'a chantée le 6 février 2011 en concert à l'Alhambra dans une version acoustique.
- La chanteuse Shy'm l'utilise dans son medley de reprises lors de sa tournée le Shimi Tour[3].
- Le groupe de jazz québécois The Lost Fingers a repris la chanson sur l'album La Marquise[4].
- Francisco : And Now We Dance (reprise en anglais).
- Le DJ néerlandais Vato Gonzalez[5].
- Le groupe autrichien Trackshittaz reprend la musique sur le titre Alloa bam Fraunz[6].
- La chanteuse Lumidee reprend le titre avec Chase Manhattan[7].
- La chanteuse Kellylee Evans en a fait une reprise sur son album I Remember When sous le titre And So We Dance[8].
- La chanteuse Leonie Wasukulu a présenté une autre version très prenante d'Alors on danse. C'est une version réarrangée par Quentin Mosimann à l'occasion de l'émission The Voice Belgique.
- En 2014, Amandine Bourgeois la reprend dans son album Au masculin[9]. Elle en est le second single.
- En juillet 2018, un groupe de saxophonistes (conduit par Stéphane Mercier) a joué un arrangement de la chanson sous l'Arcade du Cinquantenaire à Bruxelles pour les dirigeants du monde assistants au Sommet de l'OTAN.
- Le groupe français Cachemire en a fait une reprise très rock en juillet 2021[10].
- Les DJs britanniques Joel Corry et Jax Jones reprennent la base instrumentale de la chanson sur leur titre Out Out sorti en 2021, avec en featuring Charli XCX et Saweetie.

### Parodies
- Alors on tape, chanson humoristique d'Action discrète, basée sur la musique d'Alors on danse.
- Alors on flippe, parodie des Guignols de l'info pour un clip de la campagne présidentielle de 2012 de François Hollande.
- En novembre 2011, la chanson est adaptée pour le film Les Schtroumpfs et retitrée Alors on Schtroumpf[11].

## Séries
- La chanson est utilisée dans la série Les 100, saison 6, épisode 5. Eliza Taylor qui incarne Clarke Griffin, danse et chante sur le début de la chanson.

- La chanson apparaît dans l'épisode 2 de la saison 1 de la série Netflix Locke & Key, lorsque Dodge utilise la clé qui a le pouvoir de téléporter. Elle l'utilise afin de braquer une bijouterie, et d'aller ensuite dans une soirée. Ces actions sous le son de Alors on danse.

## Classements et certifications
| Classement (2009-2014)                  | Meilleure position |
| --------------------------------------- | ------------------ |
| Allemagne (Media Control AG)            | 1                  |
| Autriche (Ö3 Austria Top 40)            | 1                  |
| Belgique (Flandre Ultratop 50 Singles)  | 1                  |
| Belgique (Wallonie Ultratop 50 Singles) | 1                  |
| Canada (Hot 100)                        | 46                 |
| Danemark (Tracklisten)                  | 1                  |
| Écosse (OCC)                            | 22                 |
| Espagne (PROMUSICAE)                    | 9                  |
| Europe (Hot 100)                        | 1                  |
| Finlande (Suomen virallinen lista)      | 3                  |
| France (SNEP)                           | 1                  |
| France (SNEP Téléchargement)            | 1                  |
| Grèce (Greece Top 20)                   | 1                  |
| Hongrie (Dance Top 40)                  | 29                 |
| Irlande (IRMA)                          | 22                 |
| Israël (Media Forest)                   | 4                  |
| Italie (FIMI)                           | 1                  |
| Luxembourg (Digital Songs)              | 1                  |
| Pays-Bas (Single Top 100)               | 1                  |
| Pays-Bas (Nederlandse Top 40)           | 1                  |
| Norvège (VG-lista)                      | 12                 |
| Pologne (Dance Top 50)                  | 1                  |
| Pologne (ZPAV)                          | 3                  |
| Tchéquie (IFPI Rádio)                   | 1                  |
| Roumanie (Romanian Top 100)             | 1                  |
| Russie (Download Chart)                 | 1                  |
| Slovaquie (IFPI Rádio)                  | 1                  |
| Suède (Sverigetopplistan)               | 2                  |
| Suisse (Schweizer Hitparade)            | 1                  |
| Royaume-Uni (UK Singles Chart)          | 25                 |
| Royaume-Uni (UK Dance Chart)            | 5                  |

| Pays          | Certification  | Ventes certifiées       |
| ------------- | -------------- | ----------------------- |
| Allemagne     | Platine        | 300 000                 |
| Belgique      | 3 × Platine    | 90 000[réf. nécessaire] |
| Danemark      | Platine        | 15 000[réf. nécessaire] |
| France        | Diamant        | 858 900                 |
| Italie (FIMI) | Platine        | 50 000                  |
| Pays-Bas      | Platine        | 20 000                  |
| Royaume-Uni   | Platine (2024) | 600 000                 |
| États-Unis    | Or             | 500 000                 |
| Suisse        | 2 × Platine    | 40 000                  |

## Anecdotes
Dans une vidéo sketche scénarisée où Stromae cherche l'inspiration sur son ordinateur portable et son clavier, Jamel Debbouze lui donne des instructions pour arriver finalement à la chanson, faisant ainsi croire que Jamel en serait l'auteur.